# بوب بورنس (لاعب غولف)
بوب بورنس (بالإنجليزية: Bob Burns)‏ هو لاعب غولف أمريكي، ولد في 5 أبريل 1968 في Mission Hills, Santa Barbara County, California ‏ في الولايات المتحدة.

## وصلات خارجية
- بوب بورنس على موقع رابطة لاعبي الغولف المحترفين (الإنجليزية)
- بوب بورنس على موقع التصنيف العالمي الرسمي للغولف (الإنجليزية)